# 小出五郎
小出 五郎（こいで ごろう、1941年2月24日 - 2014年1月18日）は、日本の科学ジャーナリスト。元NHK解説委員、日本科学技術ジャーナリスト会議会員。

## 人物・来歴
東京都出身。東京都立小石川高等学校、東京大学農学部（放射線生態学専攻）卒業後、1964年NHKに入局。NHKではテレビディレクターとして、科学に関する教養・ドキュメンタリー番組に携わった。
1984年に、NHK特集「世界の科学者は予見する　核戦争後の地球」で文化庁芸術祭大賞など多くの賞を受賞した。
1989年に、NHKスペシャル「驚異の小宇宙 人体」でキャスターとしてタモリと共演、ディレクターも務めた。その年に解説委員室に異動、傍らに大妻女子大学教授を務めた。
定年退職後も、NHKの番組出演、ジャーナリスト、大学講師、審議会委員を多忙に務めていた。
2013年4月より、放送倫理・番組向上機構（BPO）放送倫理検証委員会委員。
2014年1月18日、急病のため入院先の病院にて死去。72歳没。

## 出演
- 驚異の小宇宙 人体
- サイエンスマンスリー
- 子ども科学電話相談

ほか

## 著書
- 『エネルギー非浪費型社会への道』（1975年、NHK出版）
- 『超石油エネルギー』(1975年、朝日新聞社)
- 『原子力は必要か:アメリカの原子力安全論争』（1976年、技術と人間社）
- 『脱原子力エネルギー』（1979年、朝日新聞社）
- 『脳 1400グラムの宇宙 朝日選書』（1988年、朝日新聞社）
- 『驚異の小宇宙・人体』（共著、1989年、NHK出版）
- 『戦争する国、平和する国 ノーベル平和賞受賞者現コスタリカ大統領オスカル・アリアス・サンチェス氏と語る』（2007年、佼成出版社）
- 『仮説の検証 科学ジャーナリストの仕事』（2007年、講談社）
- 『沈黙のジャーナリズムに告ぐ 新・仮説の検証』（2010年、水曜社）

ほか